# Bundesstraße 37

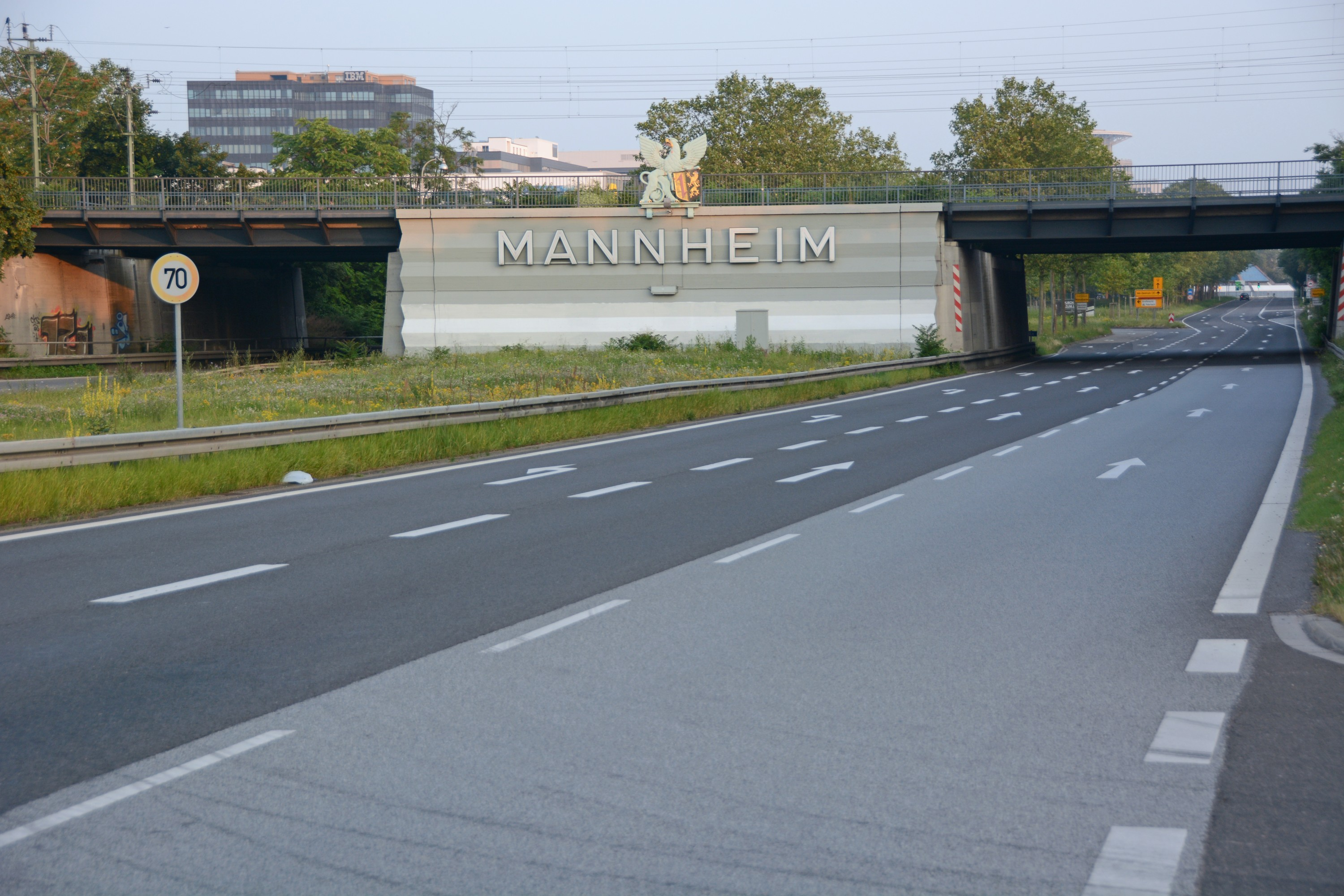
Ehemals Autobahneinfahrt in Mannheim, heute B 37

Die Bundesstraße 37 (Abkürzung: B 37) ist eine Bundesstraße in Deutschland. Sie führt von Kaiserslautern-Vogelweh am Dreieck mit der B 270 nach Neckarelz, wo sie in die B 27 mündet.

## Streckenverlauf
Beginnend in Kaiserslautern in Rheinland-Pfalz verläuft die B 37 durch den Pfälzerwald vorbei an Hochspeyer nach Bad Dürkheim. Sie verläuft dort knapp 2 km gemeinsam mit der B 271 und geht wenige Kilometer später in die Bundesautobahn 650 über.
Das zweite 8 km lange Teilstück beginnt in Ludwigshafen am Rhein, am Ende der A 650, überquert Ludwigshafen (Rhein) Hauptbahnhof auf einer Brücke und führte als Hochstraße Süd (seit 2019 gesperrt) bis zur Konrad-Adenauer-Brücke über den Rhein nach Mannheim in Baden-Württemberg. In Mannheim führt die B 37 vorbei am Mannheimer Schloss durch die Schwetzingerstadt um in Höhe des Flugplatzes Mannheim in die A 656 überzugehen.
Das dritte Teilstück beginnt östlich des Kreuzes Heidelberg am Ende der Bundesautobahn 656. Die weitere Streckenführung folgt dem Odenwälder Neckartal auf dem (in Fließrichtung) linken, südlichen Ufer flussaufwärts von Heidelberg bis Neckargemünd. Hier überquert sie den Fluss auf der 173 m langen Friedensbrücke, einer Stahlbalkenkonstruktion, und führt auf dem Nordufer durch den Stadtteil Kleingemünd. Hinter der Stadt wechselt die Bundesstraße über die Landesgrenze nach Hessen und führt durch Neckarsteinach und nach Hirschhorn. Ursprünglich folgte die Straße hier dem Verlauf der doppelten Hirschhorner Neckarschleife. Diese Schleife wird seit 1982 mit drei großen Bauwerken abgekürzt: der Westbrücke unterhalb von Hirschhorn, einem Tunnel durch den Hirschhorner Hals in der badischen Gemarkung von Moosbrunn und schließlich der Ostbrücke, die oberhalb von Hirschhorn zurück auf das rechte hessische Neckarufer führt. Unterhalb des hochgelegenen Ortes Igelsbach endet das hessische Neckartal, und die Bundesstraße wechselt ein letztes Mal ins Badische in Richtung Eberbach, Neckargerach und Mosbach-Neckarelz. Hier mündet sie am „Mosbacher Kreuz“ in die von Würzburg kommende B 27 nach Heilbronn.
Von Neckargemünd bis kurz vor Eberbach ist der Streckenverlauf identisch mit der B 45.

## Geschichte

### Ursprung
Die Landstraße von Dürkheim nach Mannheim war als Salinenstraße eine der wichtigsten Verbindungen der Pfalz (Bayern) und wurde ab 1753 (zunächst nur von Mannheim bis Oggersheim, später auch bis Dürkheim) zur Kunststraße ausgebaut.
Als wichtigste Ost-West-Verbindung der Kurpfalz wurde die Landstraße von Mannheim über Heidelberg nach Mosbach ab 1765 zur Chaussee ausgebaut. Allerdings führte diese Straße im 18. Jahrhundert nicht durch das Neckartal (dessen nördlicher Teil schon damals zu Hessen gehörte), sondern ab Neckargemünd über Wiesenbach und Aglasterhausen nach Mosbach. Erst im Jahre 1857 wurde die Neckartalstraße über Hirschhorn und Eberbach (die heutige Bundesstraße 37) gebaut und im Jahre 1862 zur badischen Staatsstraße erhoben.

### Frühere Strecken und Bezeichnungen
Die Pfalz gehörte zwischen 1815 und 1918 zum Königreich Bayern und anschließend bis 1945 zum Freistaat Bayern. Die bayerische Staatsstraße Nr. 54 begann in Kaiserslautern und führte über Dürkheim nach Ludwigshafen.
Die badische Staatsstraße Nr. 3 führte von Mannheim über Heidelberg und Sinsheim nach Heilbronn und nutzte dabei ab Neckargemünd die Strecken der heutigen Bundesstraßen 39 und 45. In Wiesenbach zweigte die badische Staatsstraße Nr. 4 ab, die auf der alten Landstraße über Aglasterhausen nach Mosbach führte. Die Neckartalstraße, die teilweise über hessisches Gebiet führte, erhielt von der badischen Straßenbauverwaltung zwei verschiedene Nummern. Die badische Staatsstraße Nr. 162 führte von Neckargemünd bis zur hessischen Landesgrenze bei Neckarsteinach. Die badische Staatsstraße Nr. 166 führte von der hessischen Landesgrenze bei Eberbach bis nach Neckarelz, wo sich heute der Endpunkt der Bundesstraße 37 befindet.
Erst bei der Einführung von sogenannten „Fernverkehrsstraßen“ (FVS) durch die Weimarer Republik am 17. Januar 1932 wurde die damalige FVS 37, 1934 in Reichsstraße 37 (R 37) umbenannt, ohne Berücksichtigung historischer Landesgrenzen durch das Neckartal über hessisches Territorium nach Eberbach und weiter bis Neckarelz geführt.
In Höhe der hessischen Gemeinde Hirschhorn wurde während der 1980er Jahre eine aufwendige Ortsumgehung mit zwei Neckarbrücken und einem einröhrigen Straßentunnel gebaut, die einerseits den Ortskern entlastet und andererseits eine dauerhafte Befahrbarkeit der B 37 bei hochwasserführendem Neckar sicherstellt. Bis zum 26. Juli 2011 wurde dieser Tunnel saniert. Die alte Ortsdurchfahrt entlang des Flusses wird bei Hochwasser immer wieder überflutet, so dass die wichtige Verbindung aus dem Neckartal nach Heidelberg früher regelmäßig unterbrochen wurde.
Bis in die Mitte der 1990er Jahre führte die B 37 noch parallel zur A 656 durch die Mannheimer Stadtteile Neuostheim und Seckenheim, die Gemeinde Edingen-Neckarhausen und den Heidelberger Stadtteil Wieblingen, bevor die Herabstufung in diesem Abschnitt zur Landesstraße 637 erfolgte.

## Radwege
Zwischen Hochspeyer und Frankenstein wurde von Mitte 2008 bis Ende 2010 auf einem 1,5 km langen Teilstück die durch Felsen auf der einen Seite und der Pfälzischen Ludwigsbahn auf der anderen Seite begrenzte Fahrbahn verbreitert, um auch einen Rad- und Gehweg anzulegen.
Zwischen Heidelberg und Neckargemünd kann die bundesweit erste Umwandlung eines außerörtlichen Fahrstreifens in einen Fahrradweg entlang einer Bundesstraße verstetigt werden. Im Jahr 2021 wurde die Umwandlung im Rahmen eines Verkehrsversuch vorgenommen. Der in Anlehnung an den Initiator Hermann „Hermino“ Katzenstein im Volksmund als „Katzenstein-Boulevard“ bezeichnete 6,5 km lange Fahrradweg kann mit Bescheid vom November 2023 nun endgültig angelegt werden.

## Planungen
Immer wieder wird in der Stadt Heidelberg diskutiert, die unmittelbar am südlichen Neckarufer verlaufende B 37 auf rund 2 km unter die Erde zu verbannen, um so die historische Heidelberger Altstadt ohne störenden Straßenverkehr wieder direkt an den Fluss grenzen zu lassen. Ob dieser Wunsch angesichts der hohen Baukosten und des felsigen Untergrundes realisiert werden kann, ist bislang offen.